# Boris Andreev (actor)
Boris Andreev (în rusă Борис Фёдорович Андреев, transliterat: Boris Fiodorovici Andreev; n. 27 ianuarie/9 februarie 1915, Saratov, Imperiul Rus – d. 25 aprilie 1982, Moscova, RSFS Rusă, URSS) a fost un actor rus.

## Filmografie selectivă
- 1944 Sevastopol km. 4 (Малахов курган / Malahov Kurgan), regia Iosif Heifiț și Aleksandr Zarhi
- 1950 Căderea Berlinului (Падение Берлина/Padenie Berlina), regia Mihail Ciaureli
- 1951 Neuitatul an 1919 (Незабываемый 1919 год/Nezabâvaemâi 1919 god), regia Mihail Ciaureli
- 1954 Neamul Jurbinilor (Большая семья / Bolșaia semea), regia Iosif Heifiț
- 1956 Balada voinicului (Илья Муромец), regia Aleksandr Ptușko
- 1956 Mexicanul (Мексиканец/Meksikaneț), regia Vladimir Kaplunovski